# Kore et Skalp
Kore et Skalp est un duo de compositeurs, producteurs, et de disc jockeys français. Ils démocratisent à eux-seuls le hip-hop et le RnB et introduisent le style Raï'n'B en France. Durant leur carrière, Kore et Scalp produisent pour des artistes tels que Willy Denzey, M Pokora, Rohff, et Leslie. Ils se séparent en 2005 et poursuivent leurs carrières solo respectives.

## Biographie
Djamel « Kore » Fezari (actuel mari de la chanteuse Leslie) et Pascal « Skalp » Koeu (mari de la chanteuse Indila) commencent leur collaboration en 1997. Ils produisent alors diverses mixtapes dans l'underground pour des artistes comme Eloquence, Costello et la Scred Connexion.

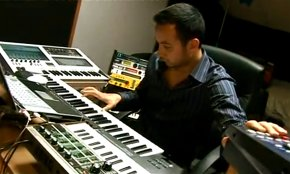
Skalp en studio.

En 2001, ils signent chez Sony Music. Dès lors, ils produisent pour des artistes de premier plan, comme K-Reen, Rohff et Booba. En 2002, ils font la rencontre de Kool, manager de Leslie et signent en 2003 un contrat de management avec la société Bozdaya. Ils réalisent la bande originale du film Taxi 3, produit par Luc Besson, et produisent leur première compilation à succès Raï'n'B Fever, mêlant RnB et raï. L'album est publié en France en juin 2004, et est certifié disque d'or avec 75 000 exemplaires vendus. Le single Un Gaou à Oran, avec 113, la star raï algérienne Mohammed Lamine et Magic System est un véritable succès en France en été et en automne 2004,.
Ils réalisent notamment la plupart des albums des artistes signés chez Bozdaya tels que Willy Denzey, M. Pokora, Leslie. En 2003, ils fondent Artop Records, leur propre structure de production. En 2004, ils signent leur premier artiste en tant que producteurs, Amine, composent entre autres un titre inédit Qui de nous interprété par Leila Rami pour le documentaire For the Ladies, uniquement en DVD. Séparés, depuis 2005, Kore travaille avec son frère Bellek, tandis que Skalp, rebaptisé Skalpovich, vole de ses propres ailes. Lors d'un entretien en 2009, Skalp confie « lorsque l'on s'est séparé je n'ai pas pu travailler sur les albums comme je voulais. »

## Productions
| Année | Artiste(s)            | Album                     | Morceau(x) produit(s) | Certification  |
| ----- | --------------------- | ------------------------- | --- | -------------- |
| 1999  | Costello              | Costello (maxi)           | 01 - faut que j'répète 02 - le morceau "c" 03 - la bonne connexion 04 - faut que j'répète (instru) | —              |
| 2001  | K-Reen                | Dimension                 | 10 - tout ce qu'on veut 12 - permission de sortir | —              |
| 2001  | Rohff                 | La Vie avant la mort      | 03 - TDSI (Single) 12 - 5,9,1 (Single) 16 - Outro | SNEP: Platine  |
| 2002  | Scred Connexion       | Du mal à s'confier        | 02 - Trop saoulé 06 - On pense tous monnaie | —              |
| 2002  | Leslie                | Je suis et je resterai    | 03 - Je suis et je resterai (remix) (Vinyle) 04 - Pardonner (remix) (Single) 06 - Le bon choix (remix) (Single) | SNEP: Or       |
| 2002  | Don Choa              | Vapeurs toxiques          | 07 - Doucement 13 - Sale sud | SNEP: Or       |
| 2003  | Gomez et Dubois       | Flics et hors la loi      | 12 - Ronde de nuit (Single) 13 - Chez Djamel | SNEP: Or       |
| 2003  | Divers                | Bande originale de Taxi 3 | 01 - Making of 02 - Qu'Est-c'tu fous cette nuit ? (Single) 03 - Match nul (Single) 04 - Les rues de ma ville 05 - Plus vite que jamais 10 - Tarif c 11 - L'allumage 13 - Profite 14 - Laissez nous vivre 15 - P'tite sœur | SNEP: Or       |
| 2003  | Dadoo                 | France history X          | 21 - Making of | —              |
| 2003  | Corneille             | Parce qu'on vient de loin | 15 - Laissez-nous vivre | SNEP : Platine |
| 2003  | Willy Denzey          | Number One                | 03 - Life 05 - Cette lettre 06 - L'orphelin (remix) (Single) 10 - Que Vous Dire (remix) (Vinyle) | SNEP: Or       |
| 2003  | Talents fâchés        | Talents fâchés            | 01 - Intro 13 - Made you look 16 - À quand mon heure 29 - Tu t'reconnais | —              |
| 2004  | Booba                 | Panthéon                  | 02 - Le mal par le mal 03 - Commis d'office 08 - La faucheuse 12 - Bâtiment c | SNEP: Or       |
| 2004  | Kery James            | Savoir et vivre ensemble  | 04 - Malgré les épreuves (disque 2) | —              |
| 2004  | Kore & Skalp          | Raï'n'B Fever             | 01 - Bonjour La France (Intro) 02 - Un Gaou A Oran (Single) 03 - Sobri (Notre Destin) (Single) 04 - Mon Bled 05 - Le Génie 06 - Retour Aux Sources 07 - Raï¨'n'B Fever 08 - Reggae Raï Fever 09 - J'suis Pas D'ici 10 - Just married (Single) 11 - Neya 12 - Madame, Madame 13 - Yeppa Mama 14 - Ma Leïla 15 - L'orphelin (Single) 16 - Chabani Nonda (Outro) | SNEP: Platine  |
| 2004  | Relic                 | Légendes urbaines         | 02 - Légendes urbaines 09 - Just married (Single) | —              |
| 2004  | Leslie                | Mes couleurs              | 01 - Intro 02 - Sobri (notre destin) (Single) 04 - Nos colères 06 - Le temps qui passe 08 - Tous ces gens 10 - Sans toi 11 - Dice-dice 12 - J'accuse Bonus: Vivons pour demain (Single) | SNEP: Platine  |
| 2004  | M. Pokora             | M. Pokora                 | 02 - Showbiz (Single) 03 - Elle me contrôle (Single) 04 - Pas sans toi (Single) 08 - Tourne pas le dos | SNEP: Platine  |
| 2004  | Street Lourd          | Hall Stars                | 12 - Pour les halls 16 - Tu peux pas | —              |
| 2004  | Corneille             | Live 2004                 | 04 - Laissez nous vivre | SNEP: Platine  |
| 2005  | Magic System          | Cessa kié la vérité       | 02 - Bouger bouger 13 - Un gaou à Oran 14 - Bouger bouger (remix) (Single) | SNEP: Platine  |
| 2005  | Protection Rapprochée | Protège-toi               | 01 - Protège-toi (Single) 02 - Protège-toi (version clip) | —              |
| 2005  | Amine                 | Au-delà des rêves         | 01 - Intro 02 - Ma vie (Single) 03 - J'voulais (Single) 04 - My girl (Single) 05 - Finiki 06 - Si j'avais su que… 07 - Femmes 08 - Sixième sens 09 - Win 10 - Had lila 11 - Kindir 12 - Le chemin 13 - Sobri (club mix) (Single) 14 - Just married (Single) 15 - Ronde de nuit (Single)                                                                       | SNEP: Platine  |
| 2005  | Tony Parker           | Tony Parker               | 00 - Top Of The Game (Video Clip Only) |                |